# Fada

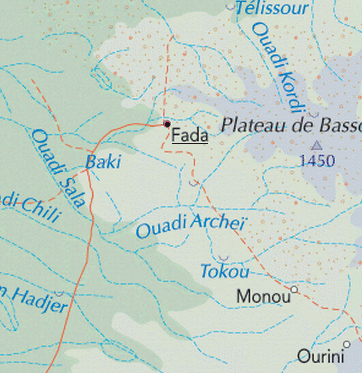
Lokalizacja miasta na mapie fiz

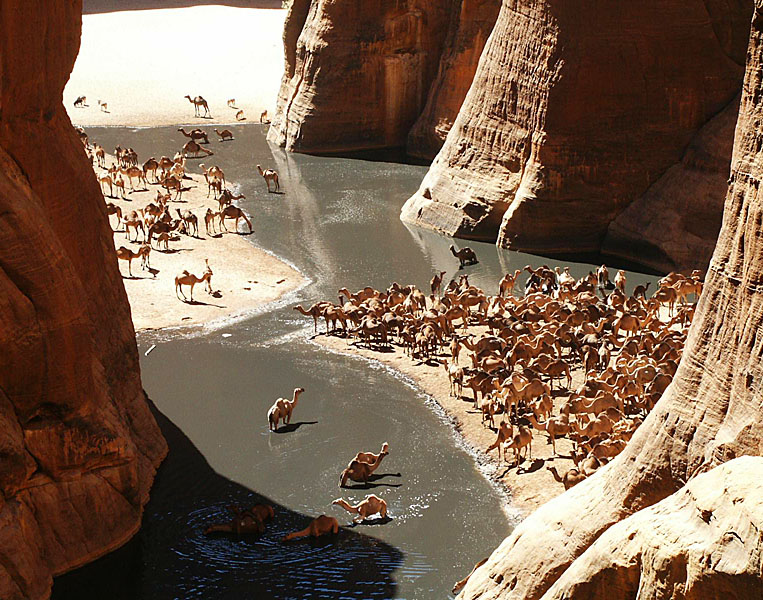
Wielbłądy w guelcie d'Archei, niedaleko Fady

Fada – miasto w północno-wschodnim Czadzie, stolica regionu Ennedi i departamentu Ennedi Ouest. 
Miasto znane jest z malunków naskalnych, znajdujących się w okolicy (petroglifów) oraz formacji skalnych o niezwykłym, oryginalnym kształcie. Niedaleko miasta, na południowy wschód znajduje się guelta d'Archei, jeden z największych zbiorników wodnych tego typu na Saharze.
W odległości ok. 30 km na północny wschód od miasta znajduje się krater uderzeniowy Gweni-Fada, którego wiek określa się na 345 mln lat.
Jest to także miejsce urodzenia byłego prezydenta Czadu, Idrissa Déby'ego.
W mieście znajduje się lotnisko. 